# Saint-Jean-d'Aulps
Pour les articles homonymes, voir Saint-Jean.
Saint-Jean-d'Aulps (prononcé sain jan do [sɛ̃ʒɑ̃do]) est une commune de Haute-Savoie située à 25 km au sud-est de Thonon-les-Bains, en Auvergne-Rhône-Alpes.

## Géographie

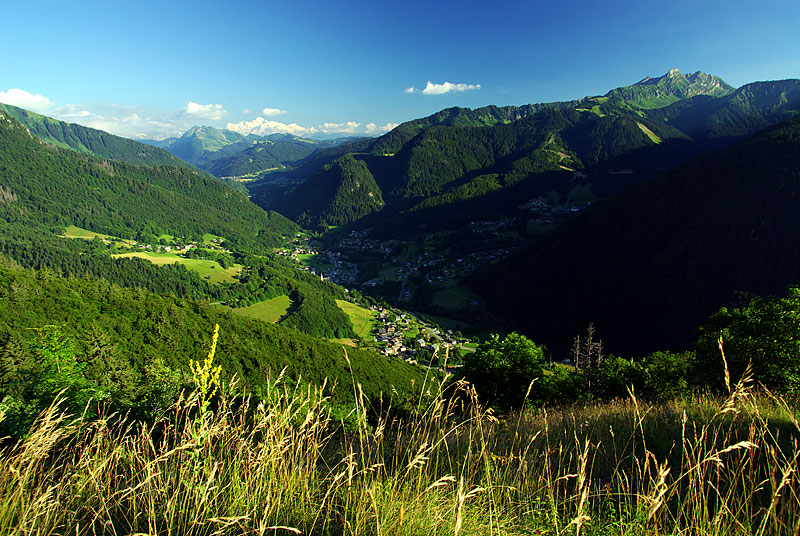
Vue du village de Saint-Jean-d'Aulps et d'une partie de la vallée d'Aulps depuis l'alpage de la Chaux.

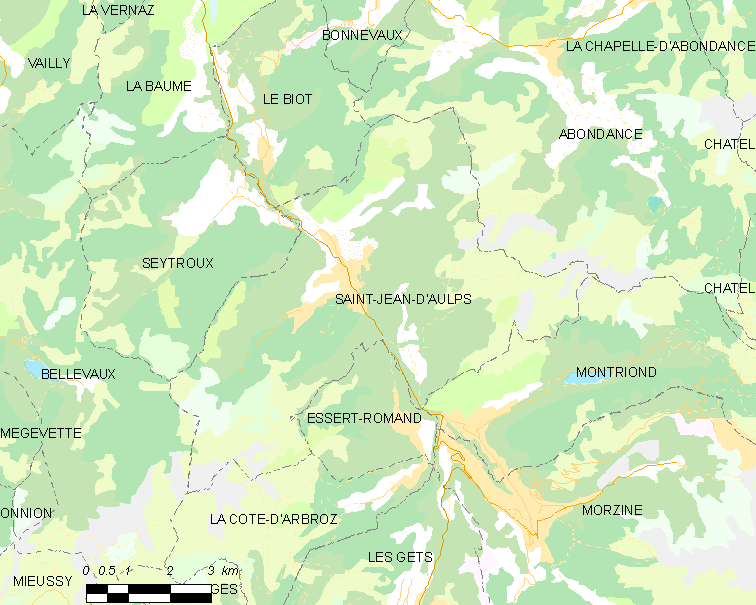
Carte.

La commune de Saint-Jean-d'Aulps se situe dans la vallée d'Aulps en Haut-Chablais, à une altitude moyenne de 800 m sur la dranse de Morzine (entre 700 et 2 244 m). Plusieurs sommets se situent sur la commune de Saint-Jean-d'Aulps dont, parmi les principaux, en haut Chablais : pointe de Nantaux (2 170 m), pic de la Corne (2 084 m), roc d'Enfer (2 244 m).

## Urbanisme

### Typologie
Au 1er janvier 2024, Saint-Jean-d'Aulps est catégorisée commune rurale à habitat dispersé, selon la nouvelle grille communale de densité à sept niveaux définie par l'Insee en 2022.
Elle est située hors unité urbaine. Par ailleurs la commune fait partie de l'aire d'attraction de Morzine, dont elle est une commune de la couronne,. Cette aire, qui regroupe 8 communes, est catégorisée dans les aires de moins de 50 000 habitants,.

### Occupation des sols
L'occupation des sols de la commune, telle qu'elle ressort de la base de données européenne d’occupation biophysique des sols Corine Land Cover (CLC), est marquée par l'importance des forêts et milieux semi-naturels (88 % en 2018), en diminution par rapport à 1990 (89,4 %). La répartition détaillée en 2018 est la suivante :
forêts (53,3 %), milieux à végétation arbustive et/ou herbacée (26 %), espaces ouverts, sans ou avec peu de végétation (8,6 %), prairies (4,8 %), zones urbanisées (3,9 %), zones agricoles hétérogènes (3,2 %).
L'IGN met par ailleurs à disposition un outil en ligne permettant de comparer l’évolution dans le temps de l’occupation des sols de la commune (ou de territoires à des échelles différentes). Plusieurs époques sont accessibles sous forme de cartes ou photos aériennes : la carte de Cassini (XVIIIe siècle), la carte d'état-major (1820-1866) et la période actuelle (1950 à aujourd'hui).

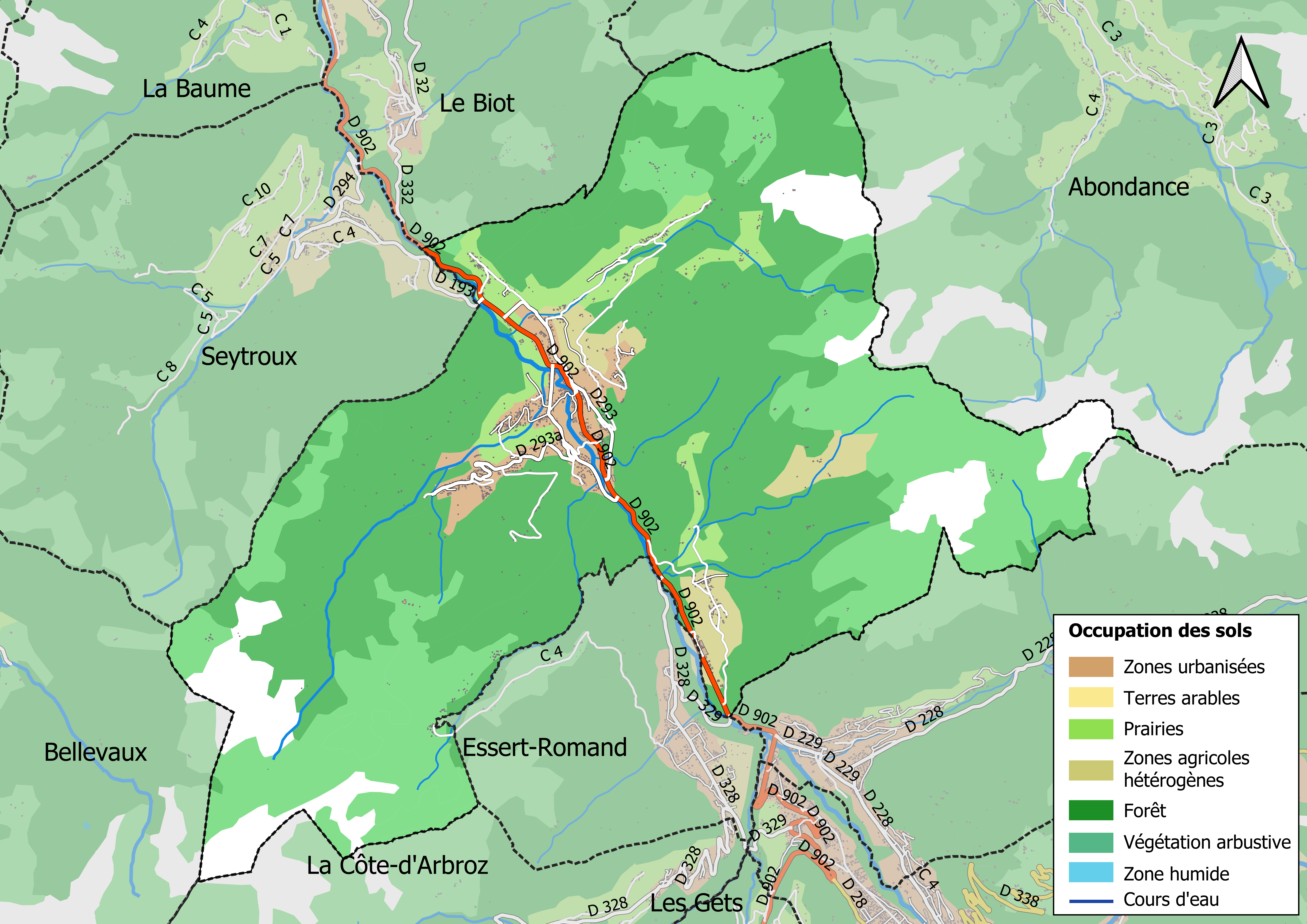
Carte des infrastructures et de l'occupation des sols en 2018 (CLC) de la commune.
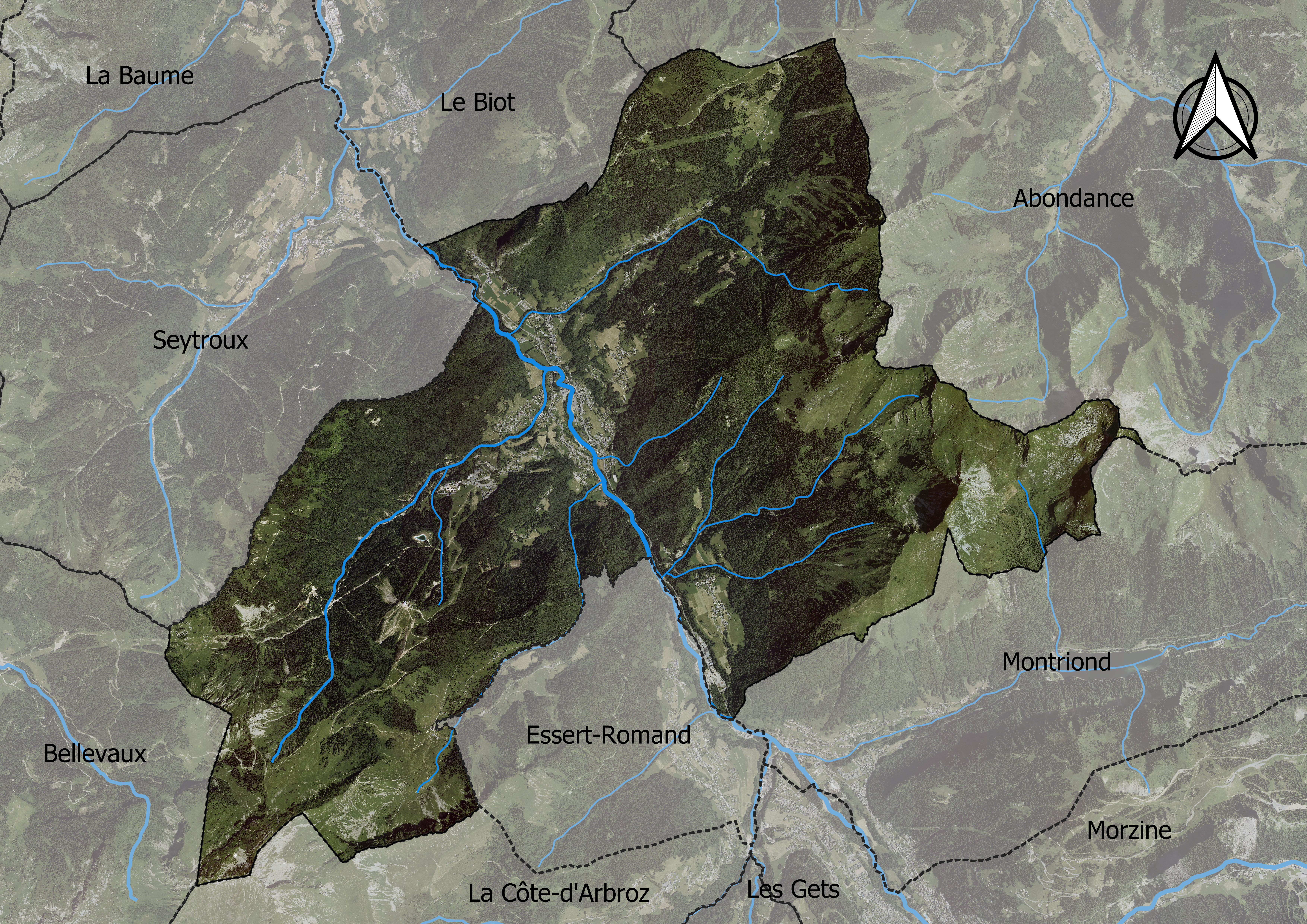
Carte orthophotogrammétrique de la commune.

## Toponymie
Les premières formes du toponyme sont locum Alpensem (1097), puis Sanctus Johannis Alpibus, Cura capelle de Alpibus (vers 1344), et Saint Jean d'Aulph, jusqu'au 26 août 1961, où le toponyme Saint-Jean-d'Aulp est fixé,.
Saint-Jean fait référence à saint Jean le Baptiste. Selon Nègre, Aulps provient du préceltique alp désignant une « hauteur » ou bien un « pâturage ». Le site Internet henrysuter.ch donne pour explication  Aulps qui vient du datif pluriel (au sens possessif) ou de l'ablatif pluriel (au sens locatif) alpibus du mot latin alpes qui signifie Alpes ou alpages. Saint-Jean-d'Aulps pourrait ainsi signifier Saint Jean des alpages ou Saint Jean dans les alpages.
En francoprovençal, le nom de la commune s'écrit San Zhan (graphie de Conflans) ou Sent-Jian d’Âlp (ORB).

## Histoire
L'histoire de Saint-Jean-d'Aulps est liée à celle de l'abbaye d'Aulps.

## Politique et administration

### Rattachements administratifs et électoraux
Du point de vue administratif, la commune fait partie de l'arrondissement de Thonon-les-Bains et avant la réforme territoriale de 2014, faisait partie du canton du Biot. Elle forme avec quinze autres communes depuis janvier 2014 la communauté de communes du Haut-Chablais, qui fait suite à la communauté de communes de la vallée d’Aulps créée en 1995 comprenant les neuf communes de La Forclaz, La Vernaz, La Baume, Le Biot, Seytroux, Saint-Jean-d’Aulps, Montriond, Essert-Romand et La Côte-d'Arbroz.
Du point de vue électoral, la commune fait partie de la cinquième circonscription de la Haute-Savoie (dont le député est Marc Francina (UMP) depuis les élections de 2012) et, depuis la réforme territoriale de 2014, du canton d'Évian-les-Bains qui compte, selon le redécoupage cantonal de 2014, 33 communes.

### Liste des maires
| Période                                  | Période  | Identité                | Étiquette | Qualité |
| ---------------------------------------- | -------- | ----------------------- | --------- | ------- |
| maire en 1967                            | ?        | André Wormser           | FGDS      | Notaire |
| mars 2014                                | En cours | Patrick Cottet-Dumoulin | ...       | ...     |
| Les données manquantes sont à compléter. |          |                         |           |         |

### Jumelages
- Santec (France).

## Population et société

### Démographie
Ses habitants sont les Jovanétiens. On trouve également la forme Saint-Jean-d'Aulphois.
L'évolution du nombre d'habitants est connue à travers les recensements de la population effectués dans la commune depuis 1793. Pour les communes de moins de 10 000 habitants, une enquête de recensement portant sur toute la population est réalisée tous les cinq ans, les populations de référence des années intermédiaires étant quant à elles estimées par interpolation ou extrapolation. Pour la commune, le premier recensement exhaustif entrant dans le cadre du nouveau dispositif a été réalisé en 2008.

En 2022, la commune comptait 1 543 habitants, en évolution de +15,15 % par rapport à 2016 (Haute-Savoie : +6,01 %, France hors Mayotte : +2,11 %).
| 1793  | 1800  | 1806  | 1822  | 1838  | 1848  | 1858  | 1861  | 1866  |
| ----- | ----- | ----- | ----- | ----- | ----- | ----- | ----- | ----- |
| 1 662 | 1 932 | 1 967 | 2 164 | 2 258 | 2 275 | 2 077 | 1 764 | 1 730 |

| 1872  | 1876  | 1881  | 1886  | 1891  | 1896  | 1901  | 1906  | 1911  |
| ----- | ----- | ----- | ----- | ----- | ----- | ----- | ----- | ----- |
| 1 821 | 1 810 | 1 718 | 1 739 | 1 587 | 1 576 | 1 455 | 1 363 | 1 184 |

| 1921  | 1926  | 1931  | 1936  | 1946  | 1954  | 1962 | 1968 | 1975 |
| ----- | ----- | ----- | ----- | ----- | ----- | ---- | ---- | ---- |
| 1 199 | 1 095 | 1 130 | 1 112 | 1 052 | 1 147 | 959  | 889  | 818  |

| 1982 | 1990 | 1999  | 2006  | 2008  | 2013  | 2018  | 2022  | - |
| ---- | ---- | ----- | ----- | ----- | ----- | ----- | ----- | - |
| 877  | 914  | 1 022 | 1 151 | 1 187 | 1 278 | 1 540 | 1 543 | - |

### Enseignement
- Collège Henri-Corbet.
- École primaire publique.

### Manifestations culturelles et festivités
Fête médiévale à l'abbaye d'Aulps le troisième dimanche d'août.

## Économie
- Agriculture de montagne et artisanat.
- Station de sports d'hiver et d'été.

### Tourisme
L'espace Roc d'Enfer est un domaine skiable familial composé de deux stations de ski alpin, celle de « Saint-Jean-d'Aulps - La Grande-Terche » et celle de « Bellevaux - La Chèvrerie ». Ce domaine d'une altitude comprise entre 950 mètres et 1 800 mètres, comporte 19 pistes réparties sur 25 kilomètres, permettant un circuit de 20 kilomètres dans un cadre sauvage en forêt. Les remontées mécaniques comprennent une télécabine, 3 télésièges et 10 téléskis. De plus la station « Saint-Jean-d'Aulps - La Grande Terche » appartient au domaine des « Portes du soleil ».
La flamme postale des années 1990 de la localité représente un paysage de montagne et est titrée, d'une part, en lignes horizontales, l'une en minuscules, Forêts-Alpages-Torrents, l'autre, en majuscules, Vacances idéales-Ski, d'autre part, en une ligne verticale à droite, alt.610-2200.

## Culture et patrimoine

### Personnalités liées à la commune
- Guérin, saint, évêque de Sion (1138-1150); élu abbé d'un nouveau monastère dans la vallée d'Aulps en 1110. Le centre du culte de saint Guérin est Saint-Jean-d'Aulps où se trouvent ses reliques[19].
- Jean-Marc Muffat (né en 1958), skieur alpin français

### Lieux et monuments
- Église Saint-Jean-Baptiste, abritant la châsse-relique de saint Guérin.
- Église de La Moussière, lieu-dit de la commune, sur l'autre rive de la Dranse[20].
- Vestiges de l'abbaye d'Aulps, un monastère cistercien majeur.
- Petit patrimoine religieux :
  - Oratoires
  - Nombreuses chapelles[20],[21] : Notre-Dame-de-la-Compassion (Esserts-la-Pierre, XVIe siècle), Saint-Grat (Esserts-la-Pierre, XVIe siècle), La Trinité (Chard des Buttet, XVIIe siècle), Notre-Dame-de-la-Grâce (Chard des Buttet, XVIIe siècle), Notre-Dame-de-la-Compassion (Perroudy, XIXe siècle) et Immaculée-Conception (Graydon, XIXe siècle).
- Jardin botanique de la vallée d'Aulps, regroupant un jardin de plantes médicinales créé en 1999 et un potager médiéval créé en 2008.